# إكس بينغ G3
إكس بينغ G3 (بالإنجليزية: XPeng G3) هي سيارة كهربائية مدمجة من فئة الكروس أوفر تنتجها شركة إكس بينغ موتورز الصينية منذ عام 2018. تعد هذه السيارة أول طراز يتم إنتاجه وطرحه تجاريًا من قبل الشركة.

## الوصف
تتميز إكس بينغ G3 بتصميم عصري وتقنيات متقدمة تشمل أنظمة قيادة شبه ذاتية، شاشة عرض كبيرة في الداخل، وتحديثات برمجية عبر الإنترنت. توفر السيارة مدى قيادة يصل إلى 520 كيلومترًا وفق دورة NEDC بفضل بطاريتها الليثيوم أيون.

## الطرز
تم طرح عدة نسخ من G3 ببطاريات مختلفة تتراوح سعتها بين 47.1 و66.5 كيلوواط ساعة، مع تحسينات مستمرة على الأداء والمدى في الطرازات الأحدث.

## الأسواق

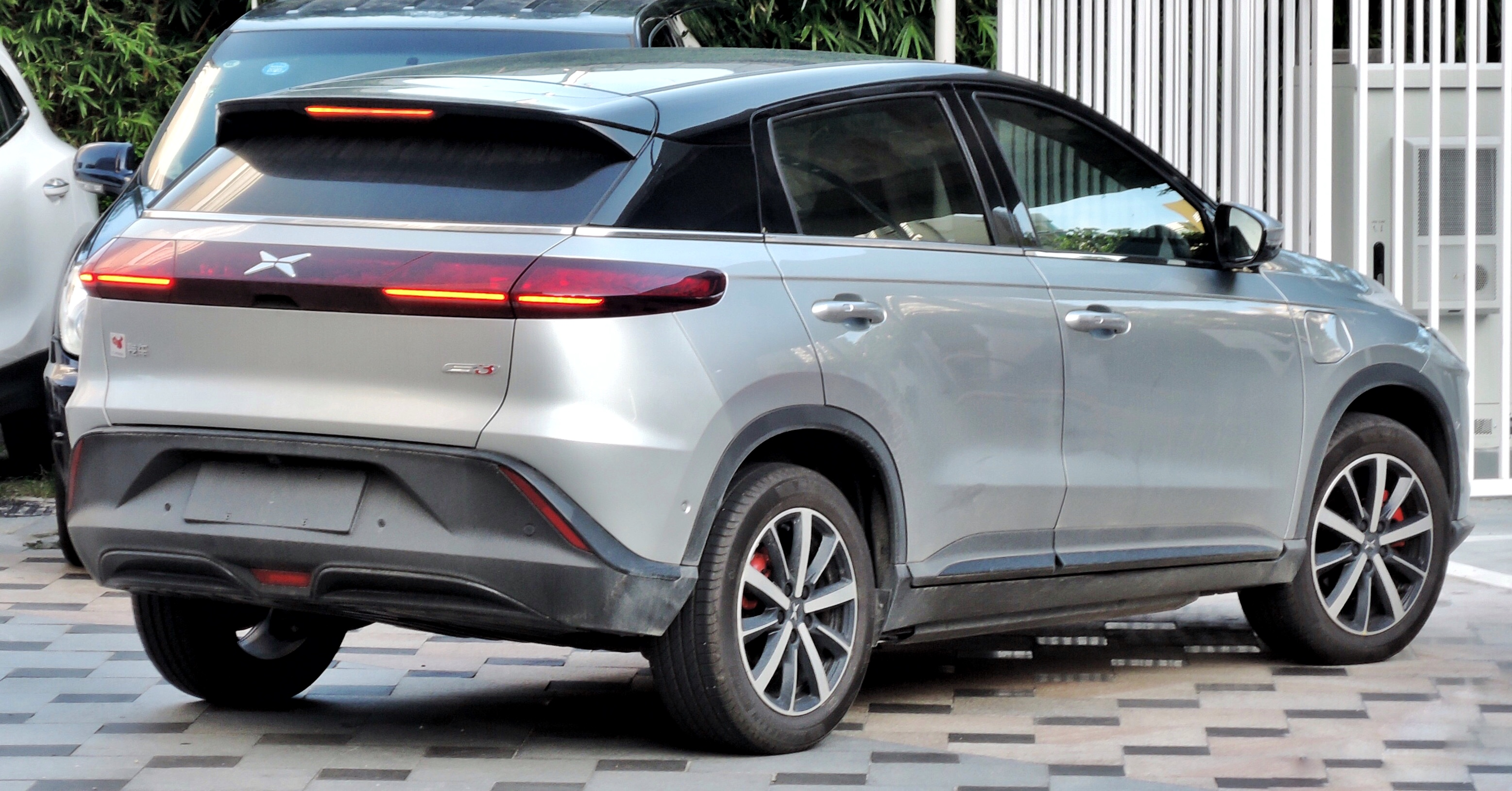

إلى جانب السوق المحلي في الصين، حاولت الشركة دخول أسواق عالمية مثل النرويج، مستهدفة السوق الأوروبي بسيارات كهربائية تنافسية.